# René Léonard

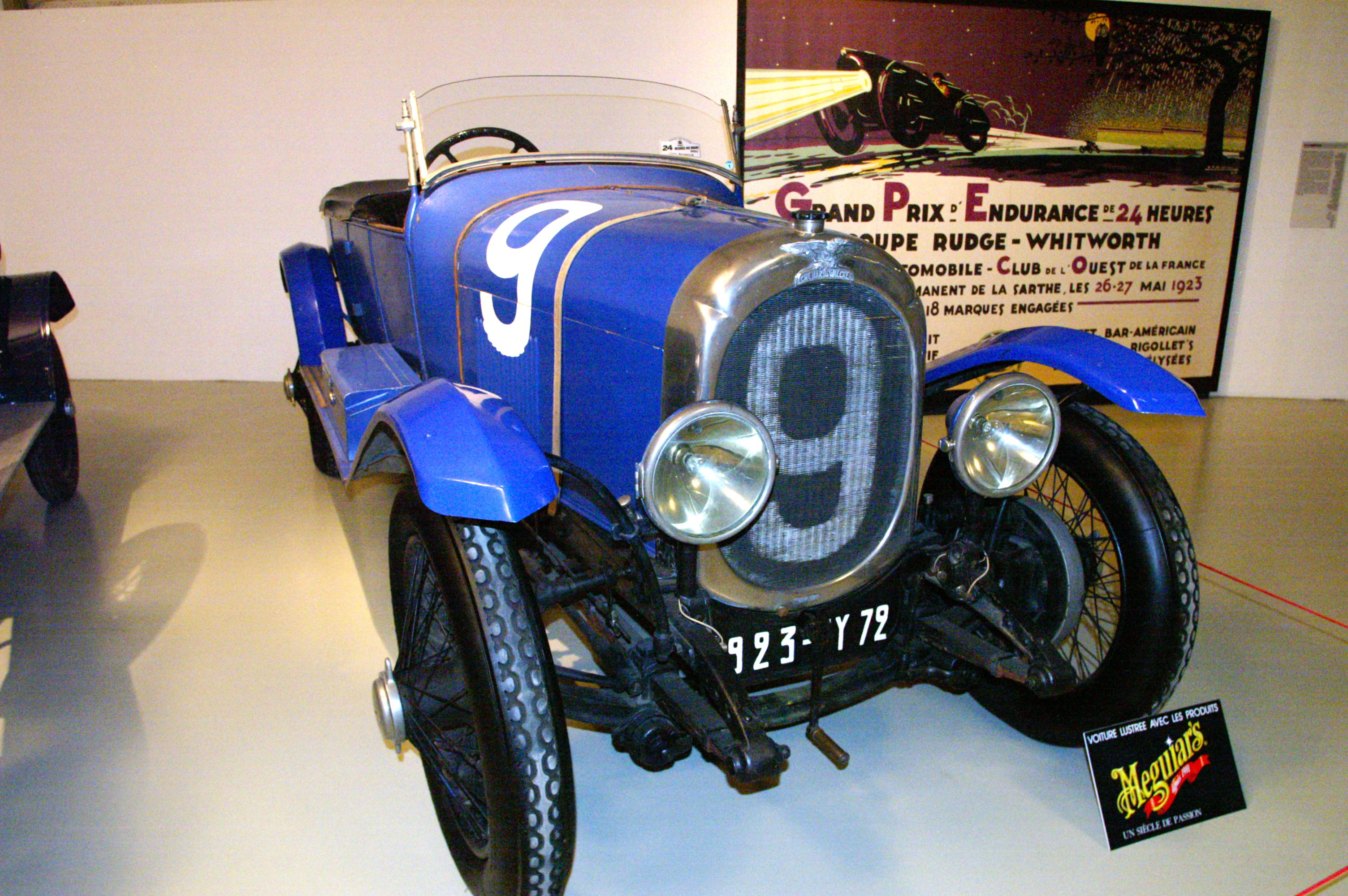
De wagen waarmee op 27 mei 1923 de eerste 24 uur van Le Mans werd gewonnen, de Chenard & Walcker Sport no 9 van André Lagache en René Léonard (opgesteld in het "Musée des 24 Heures")

René Léonard was een Frans autocoureur die actief was in autoraces van 1923 tot 1926.
Léonard was een mechanieker bij het Frans autoconstructiebedrijf Chenard & Walcker. Het bedrijf vaardigde drie duo's van werknemers af naar de allereerste 24 uur van Le Mans. Samen met zijn collega André Lagache werd hij de winnaar van de wedstrijd. Ze slaagden erin 128 rondes te rijden of 2.209,468 km. Ze reden ook in 1924 en 1925 terug mee, maar konden hun eerste succes niet evenaren. In 1925 konden ze wel de tweede editie van de 24 uur van Spa-Francorchamps op hun palmares zetten, met hun 'Sport'-model met 3 litermotor van Chenard & Walcker.